# Tous les chemins mènent à Rome (film, 1949)
Pour l’article homonyme, voir Tous les chemins mènent à Rome.
Ne doit pas être confondu avec Tous les chemins mènent à Rome (film, 2015).
Pour plus de détails, voir Fiche technique et Distribution.
Tous les chemins mènent à Rome est un film français réalisé par Jean Boyer, sorti en 1949.

## Synopsis
Gabriel (Gérard Philipe), un jeune géomètre qui participe à un congrès, part pour Rome avec sa sœur. Pendant leur voyage, ils rencontrent Laura (Micheline Presle), une actrice qui est poursuivie par des journalistes.
Naïvement, Gabriel la croit poursuivie par des malfrats. Elle profite de la naïveté de Gabriel pour voyager incognito.
Ce voyage leur permettra de se connaître et de s'apprécier.

## Fiche technique
- Titre : Tous les chemins mènent à Rome
- Titre anglophone (États-Unis) : All Roads Lead to Rome
- Réalisation : Jean Boyer
- Assistant-réalisateur : Ully Pickardt
- Scénario et dialogiues : Jacques Sigurd
- Photographie : Christian Matras
- Montage : Jacques Desagneaux, Le Jeune Raymonde
- Musique : Paul Misraki
- Décors : Robert Clavel
- Son : Pierre Calvet
- Maquillage : Carmen Brel
- Scripte : Cécilia Malbois
- Producteur : Jean Boyer
- Directeur de production : Henri Baum
- Société de production : Spéva Films
- Société de distribution : DisCina
- Pays de production :  France
- Format :  Noir et blanc - 1,37:1 - 35 mm - Son mono
- Genre : Comédie
- Durée : 97 minutes
- Dates de sortie : 
  - France : 16 septembre 1949
  - Allemagne de l'Ouest : 25 août 1950

## Distribution
- Micheline Presle : Laura Lee
- Gérard Philipe : Gabriel Pégase
- Marcelle Arnold : Hermine
- Jacques Louvigny : L'ambassadeur
- Fernand Rauzena : Le cambrioleur
- Albert Rémy : Edgar
- Marion Delbo : Mady
- Catherine Rochina
- Mostovoï

## Production
- Le tournage s'est déroulé du 17 septembre 1948 au 30 novembre 1948